# Da nâu (bài hát)
"Da nâu" là một bài hát do Phi Thanh Vân thể hiện và Nhật Đăng sáng tác, thuộc thể loại nhạc pop. Sau khi được trình diễn lần đầu tiên và duy nhất trong chương trình Sức sống mới, phát sóng trên kênh VTV1 vào năm 2009, ca khúc đã nhận về nhiều chỉ trích từ giới chuyên môn và người nghe bởi sự "nhảm nhí" cả về nội dung lẫn ca từ. Việc bài hát xuất hiện trên sóng Đài Truyền hình Việt Nam cũng gây nên những ý kiến trái chiều vì duyệt phát một tác phẩm bị cho là "kém chất lượng" lên đài truyền hình quốc gia. Bản chế lại bài hát của Thành Lộc đã tạo ra một làn sóng các video, nhạc chế theo.
"Da nâu" đã được xếp vào "Ba ca khúc kinh khủng nhất của làng nhạc Việt 2009" và giúp cho nữ ca sĩ nổi tiếng với biệt danh "thảm họa da nâu".

## Bối cảnh, sáng tác, phát hành
Trước thời điểm bài hát ra đời, Phi Thanh Vân chủ yếu được biết đến với tư cách là một người mẫu và diễn viên với những phát ngôn gây chú ý liên quan đến phẫu thuật thẩm mỹ. "Da nâu" được xem là ca khúc đầu tiên của cô đánh dấu việc hoạt động ở lĩnh vực mới với tư cách là một ca sĩ.
Ca khúc được viết bởi Nhật Đăng với giá 4,5 triệu đồng. Thuộc thể loại nhạc pop, bài hát có thời lượng 3 phút 36 giây, lời nhạc dài 20 từ (tổng cộng 4 câu) và lặp lại khoảng bốn lần liên tiếp suốt thời gian phát bài. Nội dung bài hát xoay quanh "làn da nâu" và những "khát khao", "ước ao" của cô gái, ngoài ra cũng được đệm thêm vài tiếng "Yeah... yeah..." để giống với nhạc trẻ. "Da nâu" được trình diễn lần đầu tiên và duy nhất trong chương trình Sức sống mới phát sóng trên kênh VTV1 vào năm 2009, do Phi Thanh Vân thể hiện. Khi được hỏi, cô cho biết bản thân rất "tự tin" và rằng sẽ làm cho nó "trẻ trung và sôi động".

## Tiếp nhận
Tại thời điểm chương trình Sức sống mới phát sóng, ca khúc "Da nâu" đã bị chỉ trích vì sự "nhảm nhí", "tối nghĩa" và "dễ dãi" cả về nội dung lẫn ca từ. Màn trình diễn của Phi Thanh Vân trong chương trình bị đánh giá là gây "choáng" với "vũ đạo [...] như thể dục dưỡng sinh". Cùng với hai ca khúc "Teen vọng cổ" của Vĩnh Thuyên Kim và "Đừng yêu em" của Lê Kiều Như, bài hát được ghi nhận có lượt tải về và doanh thu nhạc chuông, nhạc chờ lớn. Ca khúc cũng đạt lượt xem cao trên các bảng xếp hạng của Zing MP3 nhưng bị loại khỏi đề cử giải Zing Music Awards vì bị coi là "thảm họa". "Da nâu" đã được cộng đồng mạng xếp vào "Ba ca khúc kinh khủng nhất của làng nhạc Việt 2009" bởi tính độc đáo của nó.
Việc bài hát xuất hiện trên sóng Đài Truyền hình Việt Nam đồng thời gây nên những ý kiến trái chiều vì duyệt phát một tác phẩm bị cho là "kém chất lượng" lên đài truyền hình quốc gia. Ca khúc sau đó được đưa vào mục phóng sự của chương trình Thời sự như là một ví dụ tiêu biểu của "thảm họa nhạc Việt". Bài đăng của tạp chí Giáo dục Việt Nam đã chỉ ra mâu thuẫn trong quan điểm của VTV, khi bản thân ca khúc bị phóng sự coi là thảm họa lại được phát sóng trên kênh nhà đài. Một trong hai người dẫn chương trình của Sức sống mới, Thanh Mai, sau khi phóng sự lên sóng đã thừa nhận "sai sót" và cho biết ban biên tập chương trình sẽ cẩn thận hơn trong việc chọn lựa các bài hát cho chương trình. Ca khúc cũng nhanh chóng bị cấm cửa khỏi các sân khấu lớn ngay sau khi ra mắt.
Trong một cuộc hội thảo do Hội Âm nhạc Hà Nội tổ chức xoay quanh vấn đề "nhạc nhảm" trên thị trường ca nhạc trong nước, nhà nghiên cứu âm nhạc Cẩm Nhung đã phê phán những ca khúc "thảm họa" xuất phát từ người sáng tác vì thiếu vốn sáng tạo, truyền tải tới người nghe những chủ đề nông cạn, hời hợt, trong đó lấy bài hát "Da nâu" làm ví dụ điển hình khi "gọi là hát nhưng thực chất chỉ lặp đi lặp lại 20 từ". Bài bình luận trên báo Hànộimới nhận xét ca khúc là "vô thưởng vô phạt được tua đi tua lại" và như "đấm vào tai" người nghe". Bài viết của báo Công an nhân dân thì đánh giá bài hát là "đâm hơi, sóc cành hông [...] nặng lời thì nói nó quá nhảm nhí", nhưng lại ghi nhận sự thành công của "Da nâu" khi khiến "thiên hạ náo động". Báo Văn hóa đã liệt kê ca khúc vào loại "thảm họa" và cho rằng những ca khúc bị khép vào thảm họa "là lúc giọt nước đã tràn ly", đồng thời yêu cầu các cơ quan cấp phép cũng như nhà sản xuất phải chịu trách nhiệm cho sự ra đời của những ca khúc chất lượng kém.
Sau khi nhận phải nhiều phản ứng tiêu cực từ công chúng và giới chuyên môn, cuối tháng 3 năm 2010, Phi Thanh Vân trong một phỏng vấn với báo Người lao động đã lên tiếng xin lỗi khán giả, khẳng định đây chỉ là "tai nạn nghề nghiệp".

## Trong văn hóa đại chúng
Trong một bài phân tích của báo Sức khỏe và Đời sống, tác giả đã nhìn nhận ca sĩ "Da nâu" là "thảm họa V-pop đình đám nhất của showbiz Việt". Tai tiếng của ca khúc khiến nhiều người nhắc đến Phi Thanh Vân với biệt danh "thảm họa da nâu". Ăn theo sự nổi tiếng của bài hát, Phi Thanh Vân tiếp tục cho ra mắt "Da nâu 2" ("Khát khao bình minh"), "Da nâu 3" ("Da nâu đáng yêu") và "Tâm hồn vĩnh cửu" – ca khúc chủ đề phim Thẩm mỹ viện – một lần nữa gây nên những tranh cãi và "phản cảm" từ người nghe lẫn giới chuyên môn. Ca khúc "Da nâu 2", với số lượng câu gấp hai lần bản gốc là 8 câu, đã được cô trình diễn tại chương trình Hot Music trên kênh Yeah1 TV vào ngày 18 tháng 5 năm 2010. Nữ ca sĩ cho biết đây là một ca khúc hoàn chỉnh và giữ lại 40% ca từ bản gốc nhưng đã được chỉnh sửa cho phù hợp hơn. Ca khúc "Da nâu 3" cũng được phát hành sau đó. Tổng số lượng câu trong bản này gấp hai lần ca khúc "Da nâu 2" là 16 câu, có nội dung kể về tâm sự của một cô gái trong tình yêu. Cả ba ca khúc "Da nâu" đều do nhạc sĩ Minh Anh sáng tác và bị cộng đồng mạng coi là "thảm họa V-pop", dù vào năm 2011, bài hát "Nói dối" của Phương My phát hành đã soán ngôi.
Thành Lộc đã tạo ra một bản chế bài hát trong vở hài kịch sân khấu Phù thủy cuối năm 2009, trong đó thay thế từ "làn da nâu" thành "làn da trâu". Phần trình diễn của Thành Lộc nhanh chóng tạo nên một làn sóng các video, nhạc chế theo và là chủ đề trong một clip nhại lại của Don Nguyễn. Tiết mục của nghệ sĩ được nhận xét là "hay hơn vì... vui hơn "Làn da nâu" của Phi Thanh Vân". Bài hát cũng được chế lại trong chương trình Gặp nhau cuối năm 2011, với tiết mục biểu diễn được thể hiện lần lượt bởi Chí Trung và Tự Long.
MV "Liên Khúc Thảm Họa V-Pop" của Duy Khiêm cùng hai người bạn, đăng tải lên mạng xã hội đã biến tấu bài hát cùng với các bài hát "thảm họa" khác và thu hút hơn 200.000 lượt xem chỉ sau vài ngày. Bài rap "Rắc rối" do Karik sáng tác và phát hành cùng năm, với nội dung bày tỏ quan điểm cá nhân khi "showbiz Việt ngập chìm trong scandal", được cho là có hình ảnh nhắc đến ca khúc. Bản thân bài rap sau đó đã đứng số 2 trong top 10 video được yêu thích của Giải thưởng video âm nhạc Việt tháng 10 năm 2011 trên kênh MTV Việt Nam, dù gây ra tranh cãi vì lời lẽ thô tục.